# Aravell
Aravell és un nucli de població del municipi de Montferrer i Castellbò, a l'Alt Urgell. El poble es troba en un pla a 738 metres d'altitud, lleugerament ondulat i conreat a la rida dreta del riu d'Aravell. L'església parroquial de Sant Esteve és sufragània de la de Bellestar; rectangular, sobre l'angle del sud-oest de l'edifici s'alça un campanar de torre, quadrat. Sobre l'altar de Sant Esteve d'Aravell el 1114 fou jurat el testament sacramental del vescomte Ramon de Castellbò. El 1991 hi havia 54 habitants i a diferència de la resta de pobles de la zona, actualment ha augmentat la seva població fins als 88 habitants. La festa major d'Aravell es fa el primer diumenge de juny.
Havia estat municipi independent, el 1857 se li va incorporar els municipis de Bellestar i Montferrer, passant-se a denominar Aravell i Ballestá.
El 1017 la vescomtessa Sança d'Urgell feu testament, deixant a la canònica de la Seu l'alou que tenia a Aravell i que li advingué dels seus pares, mentre que l'alou que havia adquirit del seu marit, el vescomte Guillem, el deixà a aquest i, mort aquest, al seu fill Mir, després de la mort del qual, però, la vescomtessa volgué que l'alou passés també a la canònica urgellesa. Els vescomtes d'Urgell, que anys després havien de prendre el nom de vescomtes de Castellbò, devien posseir ja aleshores altres béns a la contrada, que s'integraren a la jurisdicció del vescomtat.